# Thremma sardoum
Thremma sardoum är en nattsländeart som beskrevs av Costa 1884. Thremma sardoum ingår i släktet Thremma och familjen Uenoidae. Utöver nominatformen finns också underarten T. s. africanum.